# Luigi's Rollickin' Roadsters

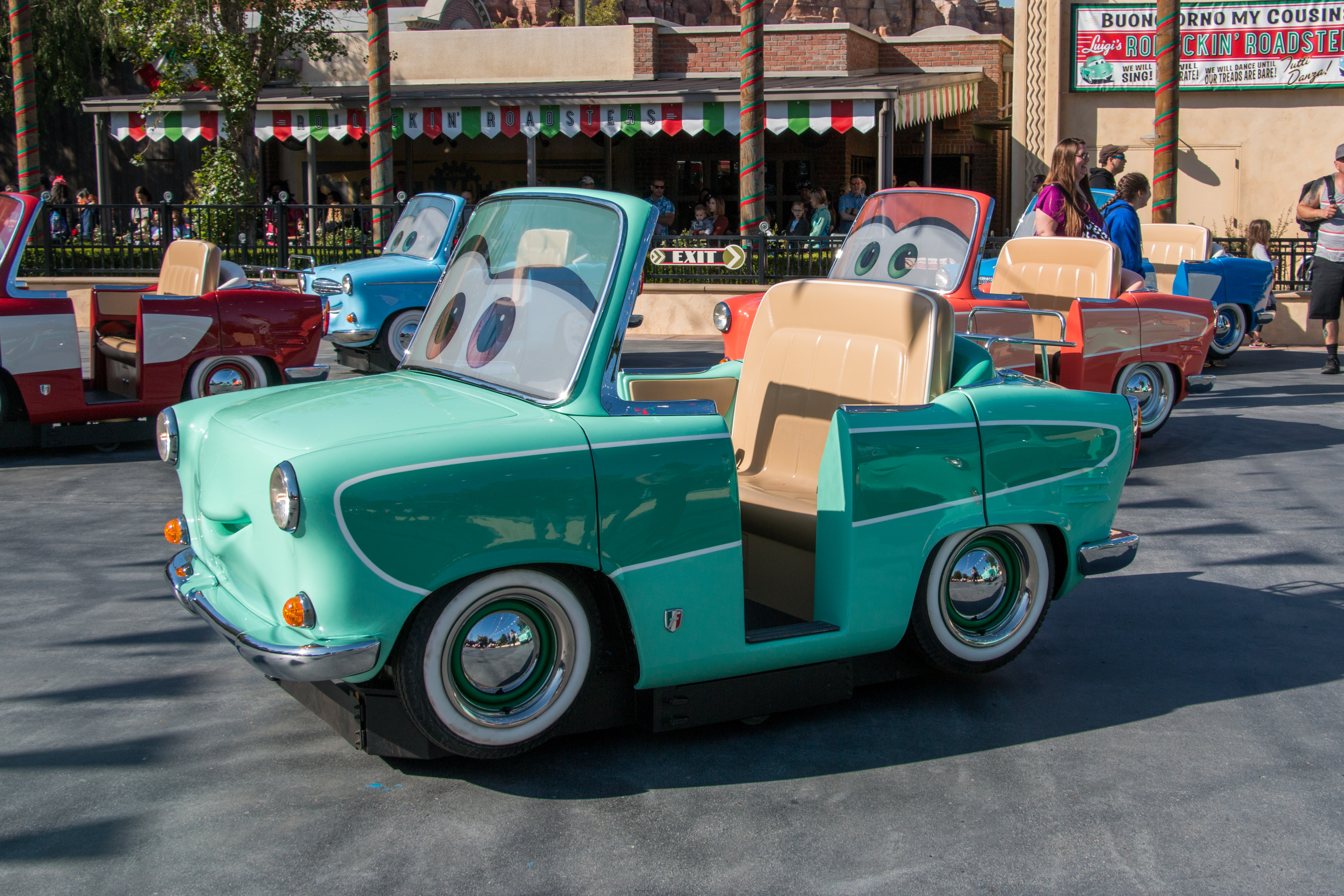
Luigi's Rollickin' Roadsters en Disney California Adventure.

Luigi's Rollickin' Roadsters es un paseo en auto bailarín sin pistas ubicado en Cars Land en Disney California Adventure Park. La atracción, que se inauguró el 7 de marzo de 2016, cuenta con Luigi, el roadster italiano que dirige la tienda Casa Della Tires en Radiador Springs.
La atracción es la primera en el Disneyland Resort en usar un sistema de paseo sin pistas. Otros sistemas de paseo en Disney Parks que utilizan tecnología sin pistas incluyen Tower of Terror en Walt Disney World, Pooh's honey Hunt y Aquatopia en Tokyo Disney Resort, Mystic Manor en Hong Kong Disneyland y Ratatouille en Disneyland Paris.
La atracción reemplazó al Luigi's Flying Tires, que se inspiró en la atracción Flying Saucers de Disneyland de la década de 1960.

## Descripción
Luigi ha invitado a sus primos de Carsoli, Italia, a Radiador Springs para un festival de baile en el patio de neumáticos detrás de su tienda Casa Della Tires. Los huéspedes viajan en los vehículos de automóviles mientras se mueven y giran a la música italiana.
Durante Halloween Time en el Disneyland Resort, la atracción se transforma en Honkin' Haul-O-Ween de Luigi y durante la Navidad, se convierte en la alegría de Luigi para el torbellino.